# Zsidó abbreviaturák
A zsidó abbreviaturáknak, olykor akronimának (rövidítésnek) nevezik a szavaknak, többnyire tulajdonneveknek vagy az Isten-névnek a kezdőbetűk összevonásával történt lerövidített formáit, amelyek már a legrégibb időben az írás keletkezésekor jöhettek létre.

## Története
Az abbreviatúrák egyik oka az volt, hogy eredetileg maguk a betűk is szimbolizáltak valamit, és a szimbólumból általánosították őket. Másik oka a térhiány, az írásjegyekkel való takarékoskodás szükségessége, továbbá a héber betűk számértékes jellege, az Isten-névhez fűződő szent tisztelet, amely miatt lehetőleg kerülték annak kiírását, azonkívül a gyorsírásra való törekvés (ez utóbbi Steinschneider feltevése). Már a Maszóra-szöveg számos abbreviaturát tartalmaz, a Talmud pedig jól ismeri azt, és eredetileg a görögből átvett natrikon, később a III. században pedig a szintén görög szimon szóval jelöli azt. 
Az abbreviaturákat az ókorban nem a szerzők nevének rövidítésére használták. Ez utóbbi a késői középkorban és később, egész a legújabb korig volt igen népszerű, annyira, hogy a szerzők teljes neveit számos kommentárnál és szerzőnél nem a címlapból, hanem a bevezetésből ismertek. Néha családi nevek is keletkeztek a XVI–XVIII. század folyamán az abbreviatúrából, így pl. a Brill vagy Brüll név, amely főleg Magyarország, Cseh- és Morvaország területén keletkezett, és amely nem más, mint a Ben Rabbi Juda Löb ha-Levi név abbreviatúrája. Ilyen továbbá a Katz név, amely a Kohen Cedek-ből, minden kohanitának a neve után rövidítve feltüntetett "K" és "c" összevonásából ered. Az abbreviaturákat népszerűvé tette a középkorban az az elterjedt különös szokás, hogy a címek kezdőbetűit megrövidítve összevonták olyan módon, hogy egy személynevet adjanak. A címek, illetve a könyvek szerzői azután ezzel a megrövidített névvel lettek híresek. A legismertebbek ezek közül Rási (Salamon ben Jicchák, 1040–1105) és Rambam (Mose ben Maimon, latinosan Maimonidész, 1137–1204) hittudósok, akiket a rabbinikus irodalomban csakis ezeken neveken említenék. De a többi tekintélyek is rövidített és összevont névformájukban említik őket.

## Zsidó hittudósok abbreviaturás nevükön
Forrás: 
| Abbreviatura  | Eredeti (teljes) név                                             | Élt         | Latinos név              |
| ------------- | ---------------------------------------------------------------- | ----------- | ------------------------ |
| ARI / HaARI   | Rabbi Isaac (ben Solomon) Luria Ashkenazi                        | 1534 – 1572 |                          |
| BeST          | Baál Sém Tóv                                                     | 1698 – 1760 |                          |
| HaGRA         | Elija ben Slómó Zalman (HaGaon Rabbenu Eliyahu, "a Vilnai gaon") | 1720 – 1797 |                          |
| ChiDA         | Chaim Yosef David Azulai                                         | 1724 – 1806 |                          |
| MaBIT         | Moses ben Joseph di Trani                                        | 1505 – 1585 |                          |
| MaHaRaL       | Moreinu Ha-Rav Loew (Júda Löw ben Becalél)                       | 1512 – 1609 | '                        |
| MaHaRaM       | Moshe Schick                                                     | 1807 – 1879 | '                        |
| MaHaRHaS      | Ḥayyim Shabbethai                                                | 1557 – 1643 | '                        |
| MaHaRIL       | Yaakov ben Moshe Levi Moelin                                     | 1365 – 1427 | '                        |
| MaHaRIT       | Joseph Trani                                                     | 1538 – 1639 | '                        |
| MaHaRSA       | Shmuel Eidels                                                    | 1555 – 1631 | '                        |
| MaHaRSaK      | Shlomo Kluger                                                    | 1785 – 1869 | '                        |
| MaHaRSaL      | Salomon Luria                                                    | 1510 – 1573 | '                        |
| MaLBIM        | Meir Leibush ben Yehiel Michel Wisser                            | 1809 – 1879 | '                        |
| RABaD         | Abraham ben David                                                | 1125 – 1198 | '                        |
| RABaN (RAVeN) | Eliezer ben Nathan                                               | 1090 – 1170 | '                        |
| RABIH         | Eliezer ben Joel HaLevi                                          | 1140 – 1225 | '                        |
| RaDBaZ        | David ben Solomon ibn Abi Zimra                                  | 1479 – 1573 | '                        |
| RaLBaG        | Rabbi Levi Ben Gerson                                            | 1288 – 1344 | Gersonides, Leo Hebraeus |
| RaMaK         | Moses Cohen                                                      | 1709 – 1762 | '                        |
| RaMaK         | Moses ben Jacob Cordovero                                        | 1522 – 1570 | '                        |
| RaMBaM        | Mose ben Maimon                                                  | 1137 – 1204 | Maimonides               |
| RaMBaN        | Rabbi Mose ben Nahman                                            | 1194 – 1270 | Nahmanides               |
| RaMBeMaN      | Moses ben Menachem Mendel (Moses Mendelssohn)                    | 1729 – 1786 | '                        |
| RaN           | Nisszim ben Reuven                                               | 1315 – 1376 | '                        |
| RaS           | Rabbi Simson                                                     | ?           | '                        |

## Abbreviaturás családnevek
Az az ősi szokás, hogy a zsidók patronymikont viseltek, 1780-ban a magyar birodalomban is megszűnt. Arra sem gondolhattak többé a magyar zsidók, hogy magyar hangzású neveket vesznek fel, amely régebben, ha gyéren is, megtörtént. II. József magyar királynak 1787. július 23-án kiadott rendelete arra kényszerítette a magyar zsidókat, hogy német hangzású személyes vezetékneveket viseljenek. Sok zsidó azonban a hagyományokhoz való ragaszkodásában irtózott a ráoktrojált német névtől és az újítást azzal tette elviselhetővé, hogy olyan nevet választott, amely ősi nevét, vagy foglalkozását, esetleg származását rejtette magában, anélkül, hogy a német szó eredeti formájából kiesett volna. Akkor vált szokássá, hogy, abbreviaturákba bujtatták az öröklött neveket. Így keletkezett a Bram név a "ben rabbi Mózes" (rabbi Mózes fia) szavak kezdőbetűinek összevonásából. Ben Simon (Simon fia) a régi név kezdőbetűinek összevonásával Basch-ra változtatta a nevét. A Bak, Back névben a "ben kódos" (szent fia) szavak rejtőznek. Ezt a nevet rendszerint a vértanúk ivadékai vették fel. Sok kohanita (papi származású) család a Katz nevet választotta. Ez a név a "Kohen cedek" (igazságos pap) szavakból alakult a kezdőbetűk összevonása által. A Brill-család névadó őse "ben rabbi Jonah Löb" volt. Abbreviaturáknak köszönhetik formájukat még a következő családnevek: Asch, Ascher = Eisenstadt (Kismarton), Bárd, Brod = ben rabbi Dávid; Fakh = Frauenkirchen (Boldogasszonyfalva), Nasch = Nikolsburg, Pach, Pacher = poteach chószem (pecsét vésnök) Sachs = zera kódos (szent ivadék) Schatz = seliach cibur (előimádkozó). A Basch, Back és Brill-családok több kitűnőséget adtak a magyar zsidóságnak.